# Corchorus parviflorus
Corchorus parviflorus är en malvaväxtart som först beskrevs av George Bentham, och fick sitt nu gällande namn av Karel Domin. Corchorus parviflorus ingår i släktet Corchorus och familjen malvaväxter. Inga underarter finns listade i Catalogue of Life.